# Fuji T-1 Hatsutaka
De Fuji T-1 Hatsutaka was het eerste vliegtuig dat werd ontworpen en gebouwd in Japan na de Tweede Wereldoorlog. De T-1 werd ontworpen voor militaire trainingen en werd gebruikt door de Japanse luchtmacht sinds het einde van de jaren 50.

## Specificaties
Oorspronkelijk had de T-1A een Britse Orpheus-motor maar de latere T-1B en -C modellen hadden 'J3'-turbojetmotoren die werden geproduceerd in Japan zelf.
De T-1 kon maximaal 910 liter brandstof houden via twee tanks onder de vleugels. De kruissnelheid, te behalen op een hoogte van zo'n 6.100 m, was 620 km/u.
Er was plaats op de T-1 om een machinegeweer te monteren.